# ألبرت آر. بروكولي
ألبرت آر. بروكولي (بالإنجليزية: Albert R. Broccoli)‏ (5 أبريل 1909 في كوينز - 27 يونيو 1996 في بيفرلي هيلز كاليفورنيا) منتج أفلام من الولايات المتحدة.

## الجوائز
- نيشان الامبراطورية البريطانية من رتبة قائد

## روابط خارجية
- ألبرت آر. بروكولي على موقع IMDb (الإنجليزية)
- ألبرت آر. بروكولي على موقع ألو سيني (الفرنسية)
- ألبرت آر. بروكولي على موقع تيرنر كلاسيك موفيز (الإنجليزية)
- ألبرت آر. بروكولي على موقع أول موفي (الإنجليزية)
- ألبرت آر. بروكولي على موقع قاعدة بيانات الأفلام السويدية (السويدية)
- ألبرت آر. بروكولي على موقع إن إن دي بي (الإنجليزية)
- ألبرت آر. بروكولي على موقع قاعدة بيانات الفيلم (الإنجليزية)
- ألبرت آر. بروكولي على موقع كينوبويسك (الروسية)